# Paraphidippus
Paraphidippus este un gen de păianjeni din familia Salticidae.

## Specii
- Paraphidippus aurantius (Lucas, 1833) — din SUA până în Panama, Antilele Mari
- Paraphidippus basalis (Banks, 1904) — SUA
- Paraphidippus disjunctus (Banks, 1898) — din Mexic până în Costa Rica
- Paraphidippus fartilis (Peckham & Peckham, 1888) — din SUA până în Costa Rica
- Paraphidippus fulgidus (C. L. Koch, 1846) — Mexic
- Paraphidippus funebris (Banks, 1898) — din Mexico până în Costa Rica
- Paraphidippus fuscipes (C. L. Koch, 1846) — Mexico
- Paraphidippus incontestus (Banks, 1909) — Costa Rica
- Paraphidippus inermis F. O. P.-Cambridge, 1901 — din Mexico până în Costa Rica
- Paraphidippus laniipes F. O. P.-Cambridge, 1901 — Mexico
- Paraphidippus luteus (Peckham & Peckham, 1896) — Honduras, Costa Rica
- Paraphidippus mexicanus (Peckham & Peckham, 1888) — Mexico
- Paraphidippus nigropilosus (Banks, 1898) — Mexico
- Paraphidippus nitens (C. L. Koch, 1846) — Mexico